# Champerico
Champerico est une ville du Guatemala dans le département de Retalhuleu.

## Géographie
La municipalité de Champerico se trouve à 36 km de la capitale départementale de Retalhuleu, et à 224 km de la ville de Guatemala par une route asphaltée.

## Histoire
À ses débuts, le port de Champerico offrait un service de transport de passagers, mais grâce à un décret, le port a pu être utilisé pour le commerce, devenant ainsi le port de Los Altos.

### Tensions avec les États-Unis
En 1890, Champerico se trouve au cœur d'un conflit entre le gouvernement du général Manuel Lisandro Barillas et le gouvernement des États-Unis, à la suite de la mort sur un navire américain de l'ancien ministre de la guerre du gouvernement de Justo Rufino Barrios, le général Juan Martín Barrundia. Le 12 août de cette année-là, le général Barrundia quitte son exil au Mexique pour Acapulco, afin d'embarquer pour le Salvador, pour rejoindre les forces salvadoriennes qui se préparent à envahir le Guatemala.
Mais le 21 août, la paix est signée entre le Salvador et le Guatemala. Le secrétariat guatémaltèque aux affaires étrangères donne l'ordre aux ports d'Ocós, de Champerico, de San José et de Livingston de procéder à la capture de Barrundia, et ce après l'envoie d'une note au consulat des États-Unis l'informant que Barrundia avait commis le crime de haute trahison et devait être capturé.
Le 26 août 1890, le navire à vapeur "Acapulco", battant pavillon américain, accoste à Champerico, mais le capitaine refuse de remettre Barrundia car il n'a pas reçu de notification officielle du consulat américain à cet effet. Dans la soirée, l'ambassadeur Lansing B. Mizner, après avoir discuté de l'affaire avec le consul et le ministre des Affaires étrangères Francisco Anguiano, a accepté de remettre Barrundia aux autorités guatémaltèques. 
Cependant, le capitaine de l'"Acapulco", W.G. Pitts, estimant que les garanties étaient insuffisantes pour livrer Barrundia aux autorités à Champerico décida d'amener ce dernier à San José.Barrundia mourut en essayant d'échapper aux autorités guatémaltèques une fois arrivé.

## Culture et patrimoine local

### Célébrations
Du 2 au 7 août la commune organise des célébrations en l'honneur de son saint patron Jesús Salvador del mundo (Jésus Sauveur du monde).